# Forez (region)
Forez – region geograficzno-historyczny w środkowej Francji, w północno-wschodniej części Masywu Centralnego, na terenie departamentów Loara oraz Puy-de-Dôme. Na wschodzie obejmuje równinną dolinę rzeki Loary (plaine du Forez lub bassin du Forez), rozciągającą się od okolic miasta Saint-Étienne do Roanne, na zachodzie – pasmo górskie monts du Forez.
W X wieku Forez było hrabstwem podlegającym Królestwu Burgundii, później Królestwu Francji. W 1527 roku włączone do domeny królewskiej, weszło w skład prowincji Lyonnais.
Nazwa regionu pochodzi od jego historycznej stolicy – miasta Feurs.